# 曹普南
曹普南（1919年—1993年6月8日），男，山东潍坊人，中华人民共和国政治人物，中国人民解放军大校，曾任山东省革命委员会副主任，福州军区副政治委员。